# Čelechovice na Hané
Obec Čelechovice na Hané se nachází v okrese Prostějov v Olomouckém kraji, zhruba 5 km severně od Prostějova v Hornomoravského úvalu, na rozhraní se Zábřežskou vrchovinou. Žije zde přibližně 1 300 obyvatel. Obec se skládá ze 3 částí: Čelechovice na Hané, Kaple, která se k Čelechovicím na Hané připojila v roce 1850, a Studence, který se připojil v roce 1951.

## Název
Na vesnici bylo přeneseno původní pojmenování jejích obyvatel Čelechovici, které bylo odvozeno od osobního jména Čelech (domácké podoby jména Čělub) a jehož význam byl "Čelechovi lidé". Přívlastek na Hané byl připojen v roce 1924 na odlišení od blízkých Čelechovic mezi Olomoucí a Přerovem.

## Historie
První písemná zmínka o Čelechovicích pochází z roku 1315.

## Obyvatelstvo

### Struktura
Vývoj počtu obyvatel za celou obec i za jeho jednotlivé části uvádí tabulka níže, ve které se zobrazuje i příslušnost jednotlivých částí k obci či následné odtržení.
| Místní části   | Místní části             | 1869 | 1880 | 1890 | 1900 | 1910 | 1921 | 1930 | 1950 | 1961 | 1970 | 1980 | 1991 | 2001 | 2011 |
| -------------- | ------------------------ | ---- | ---- | ---- | ---- | ---- | ---- | ---- | ---- | ---- | ---- | ---- | ---- | ---- | ---- |
| Počet obyvatel | část Čelechovice na Hané | 1026 | 1287 | 1426 | 1549 | 1714 | 1805 | 1808 | 1593 | 1692 | 1542 | 1382 | 1141 | 1180 | 1246 |
| Počet domů     | část Čelechovice na Hané | 161  | 192  | 216  | 246  | 278  | 307  | 346  | 377  | 382  | 381  | 364  | 407  | 409  | 425  |

## Pamětihodnosti
- Kaple Obětování Panny Marie na návsi
- Výklenková kaplička – poklona svatého Jana Nepomuckého
- Kaple zasvěcená sv. Andělům strážným
- Pravoslavný chrám Svaté Trojice[7]
- Kaple sv. Cyrila a Metoděje
- Památník Františka Palackého
- Památník obětem I. a II. světové války
- Národní přírodní památka Růžičkův lom, paleontologické naleziště
- Národní přírodní památka Státní lom

## Osobnosti
- František Havránek – malíř
- Vilém Konštacký – vojenský letec

## Galerie

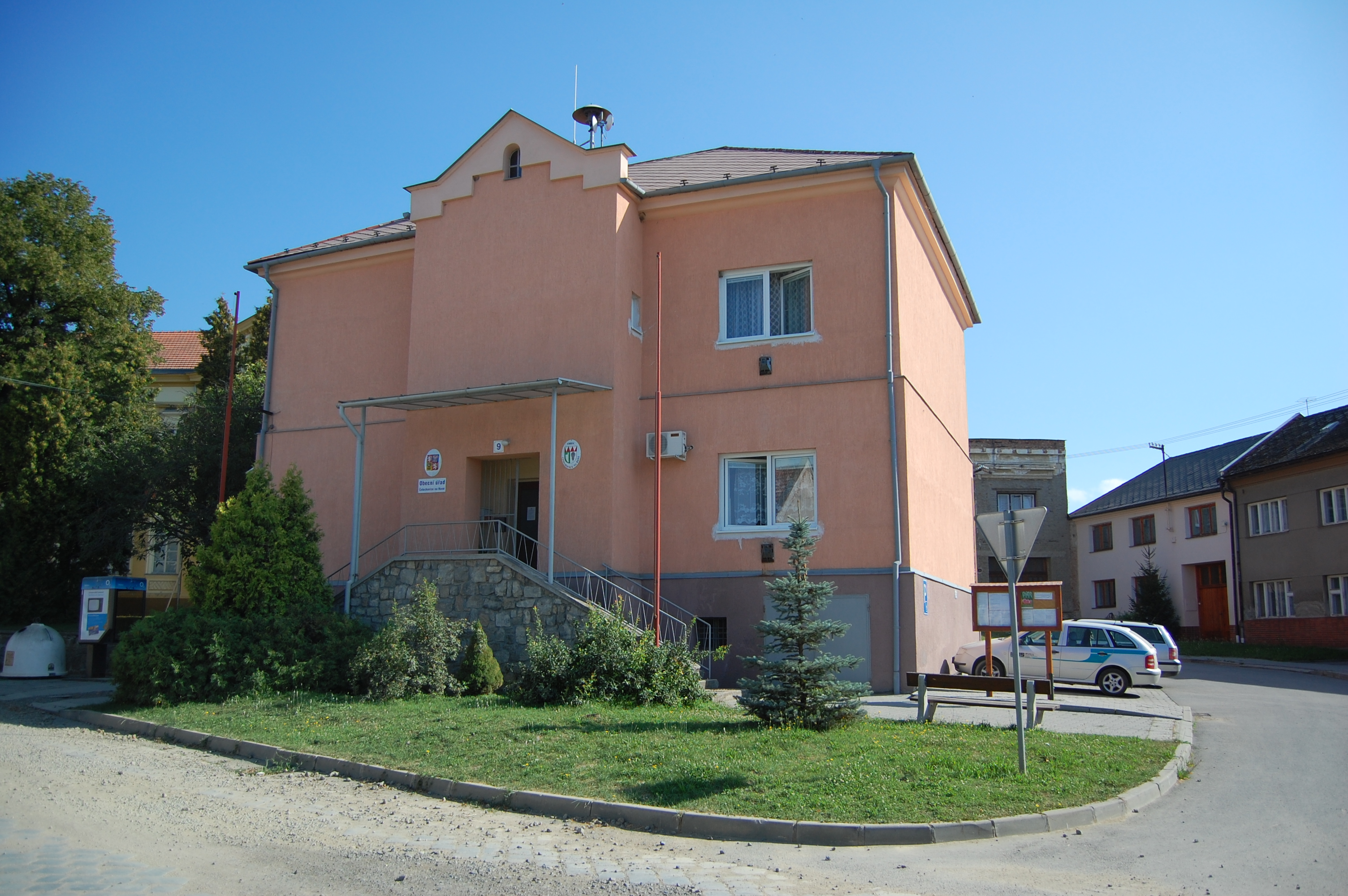
Obecní úřad
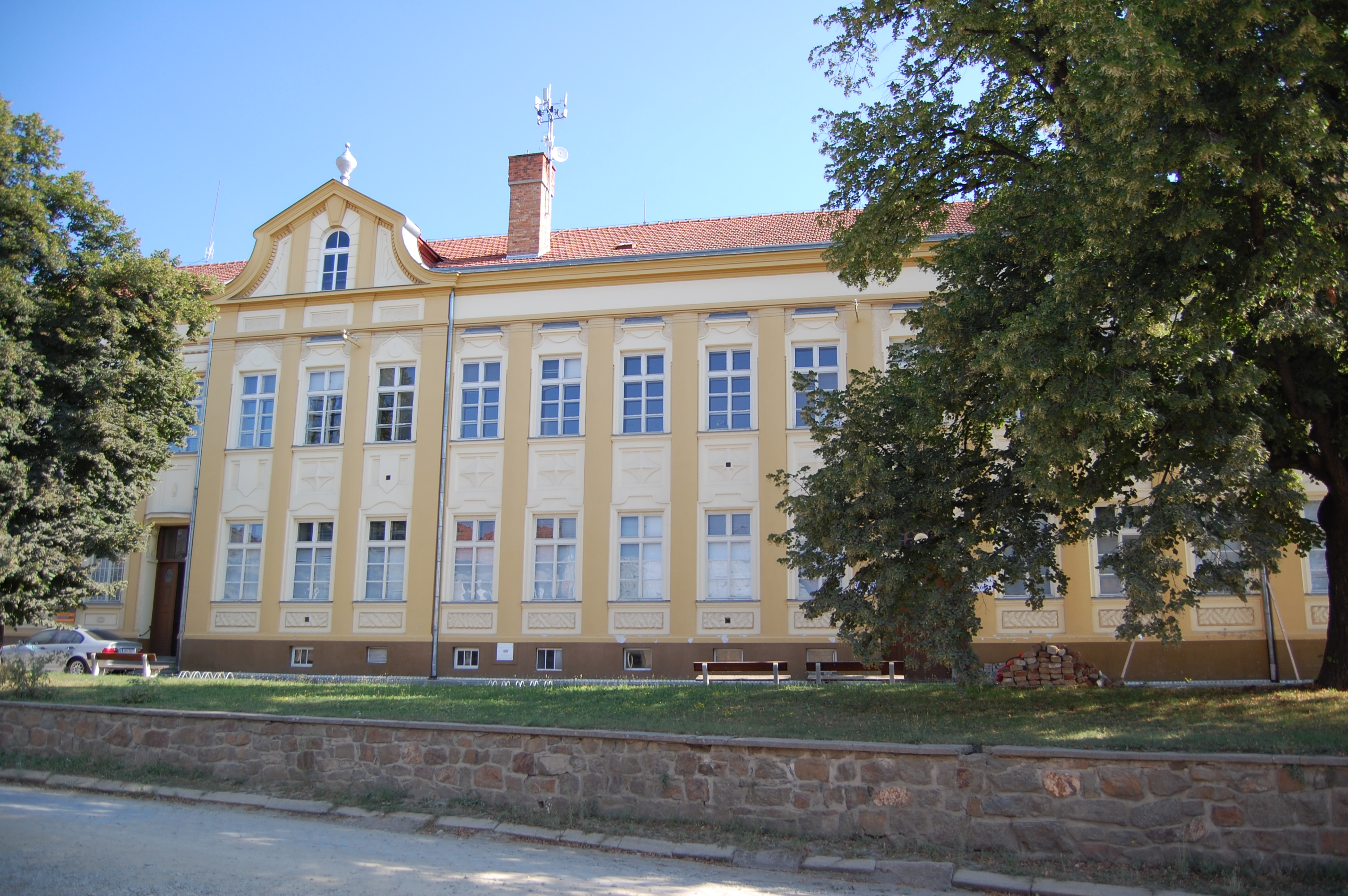
Bývalá škola
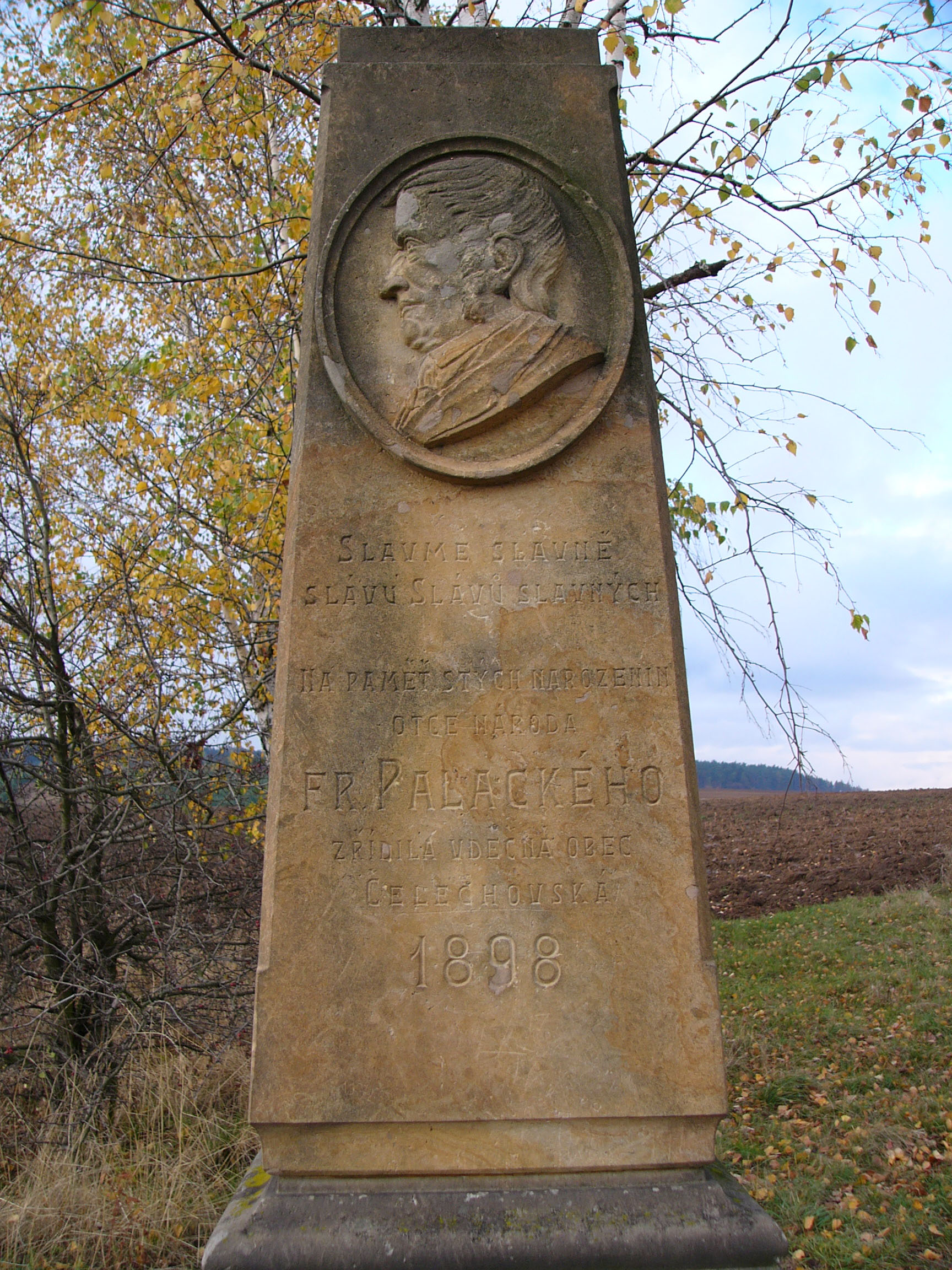
Pomník Fr. Palackého
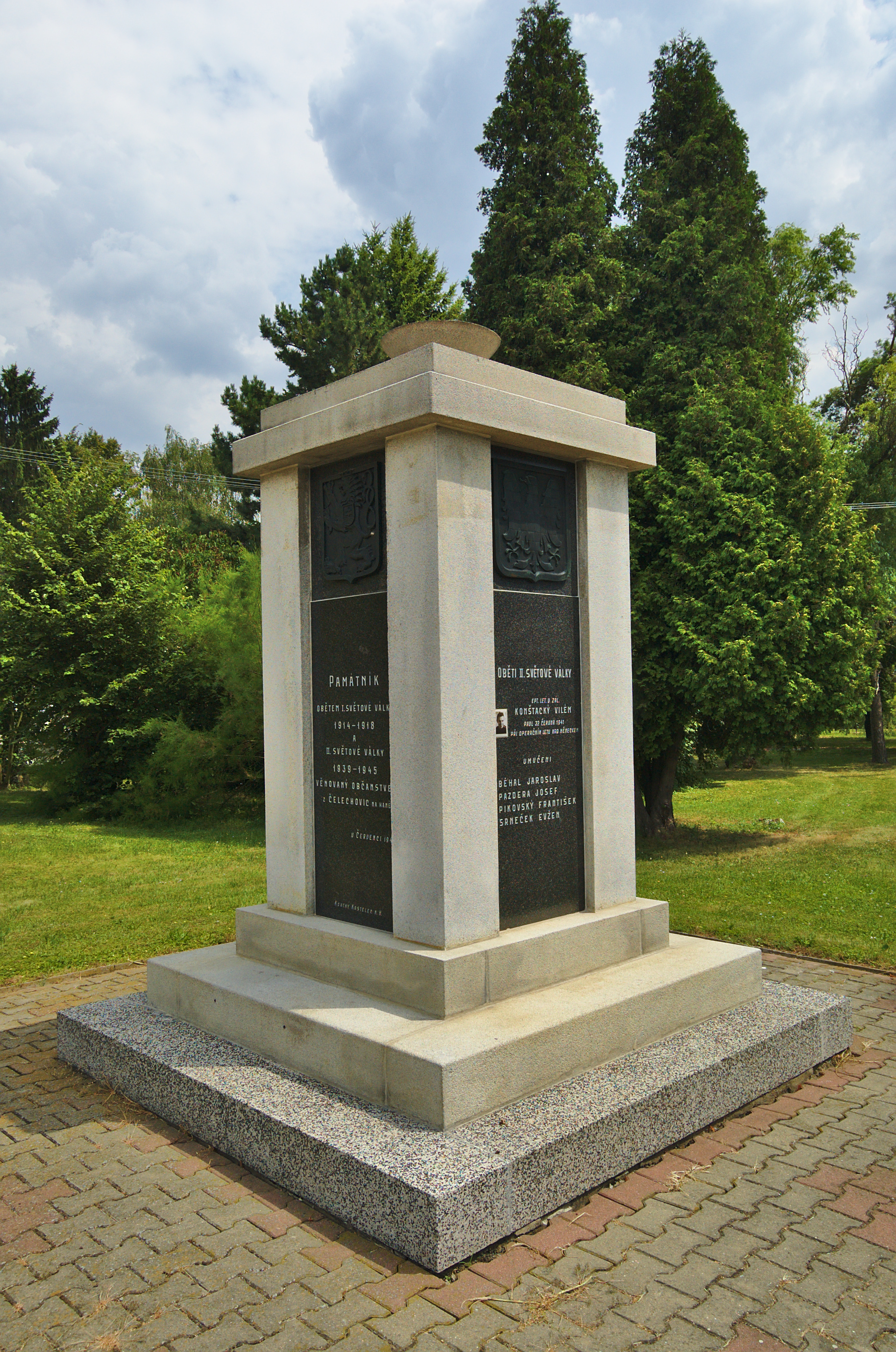
Pomník obětem světových válek
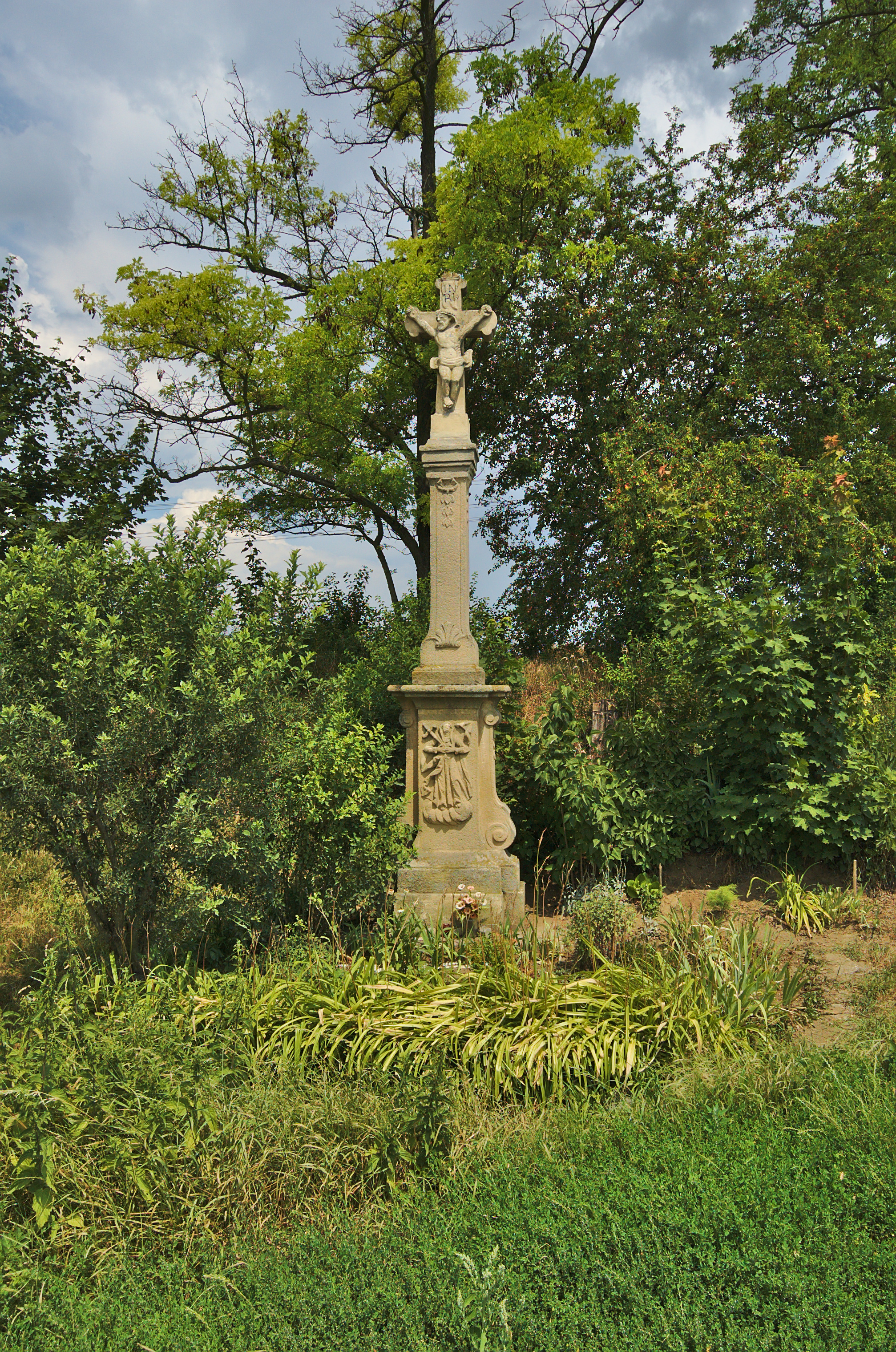
Kříž na křižovatce silnic z ulic Pod Kosířem a Hliníky a silnice do Kaple a cesty k Růžičkově lomu
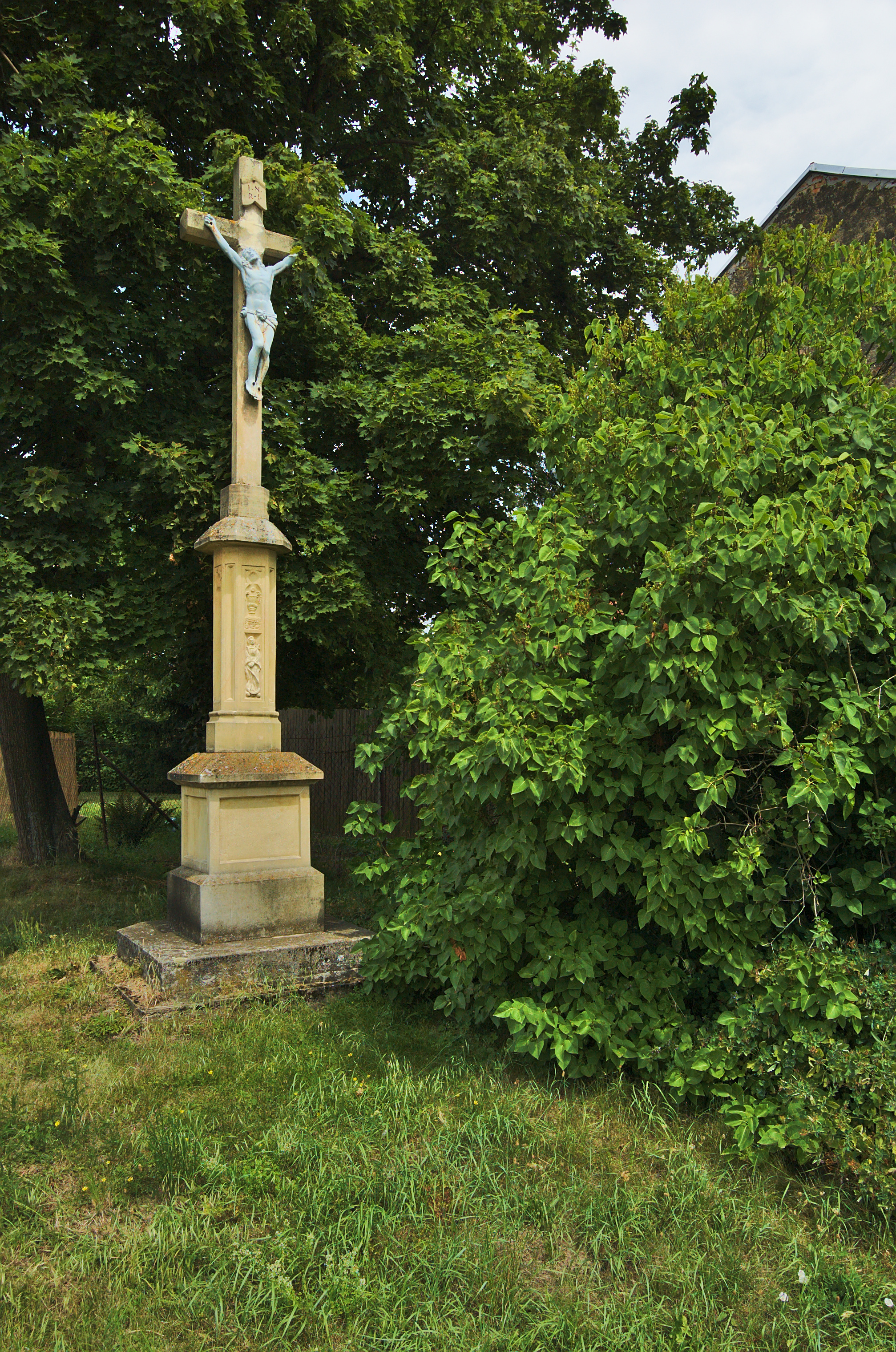
Kříž u železničního přejezdu
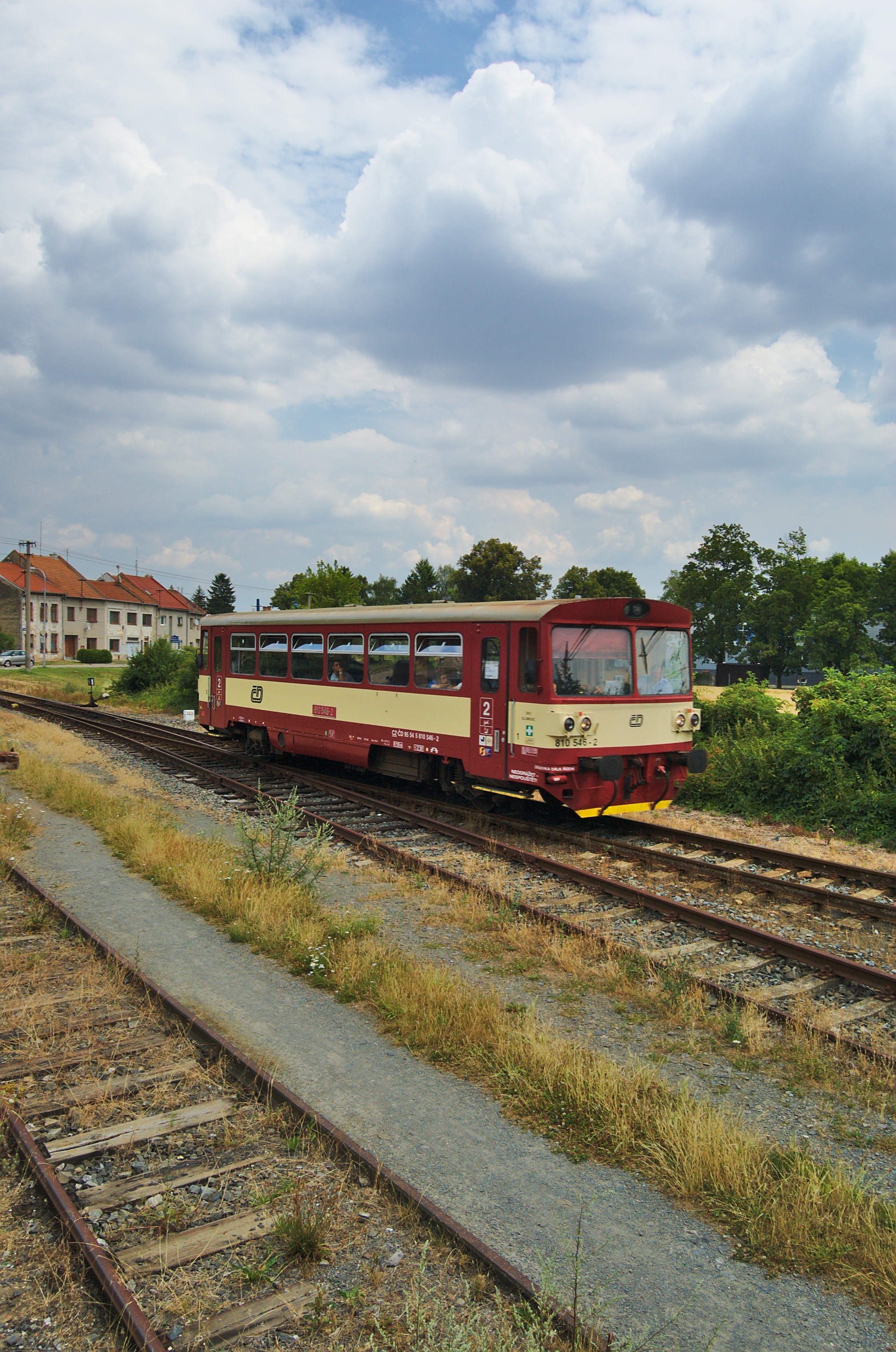
Železniční stanice
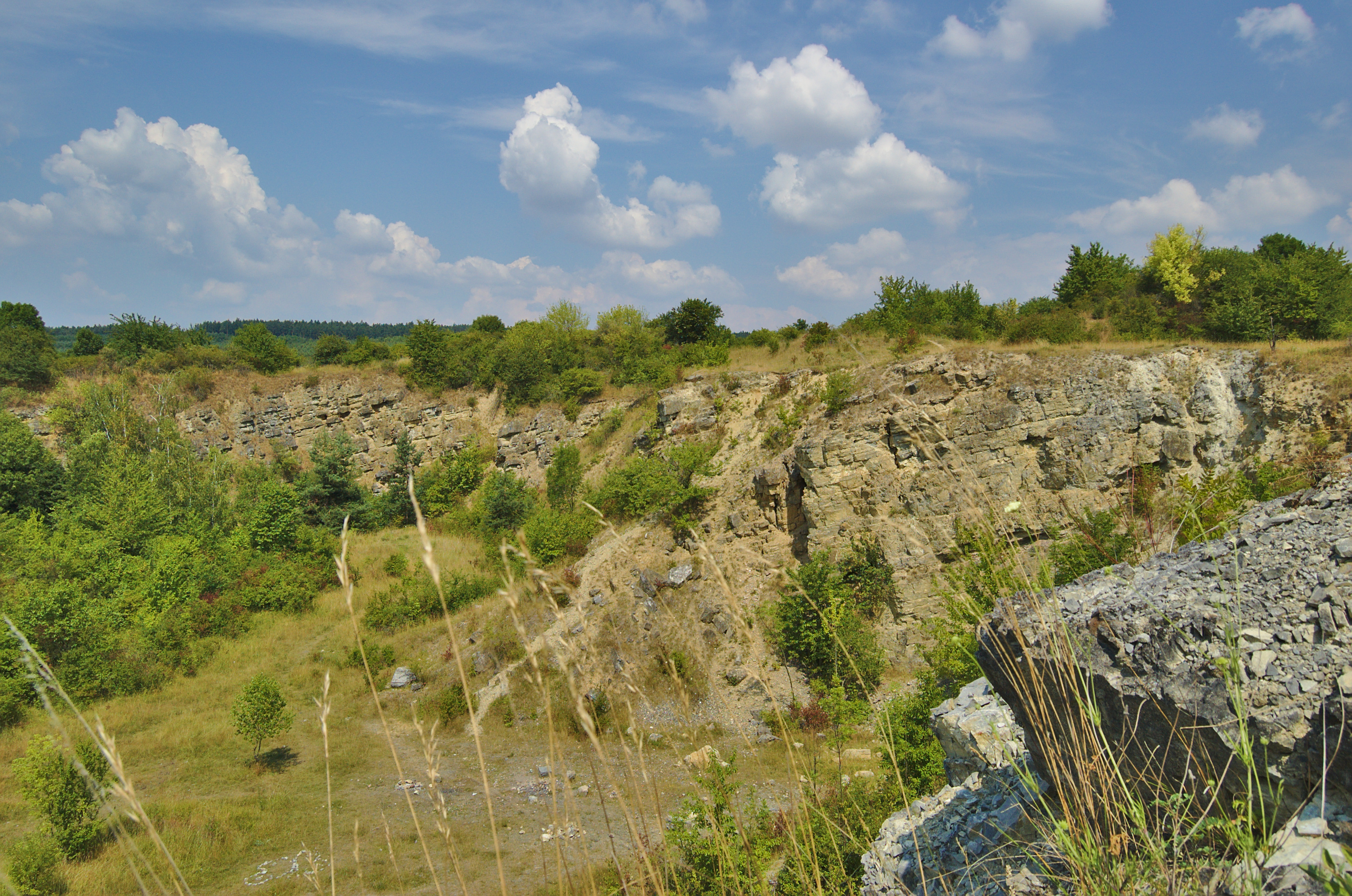
Státní lom
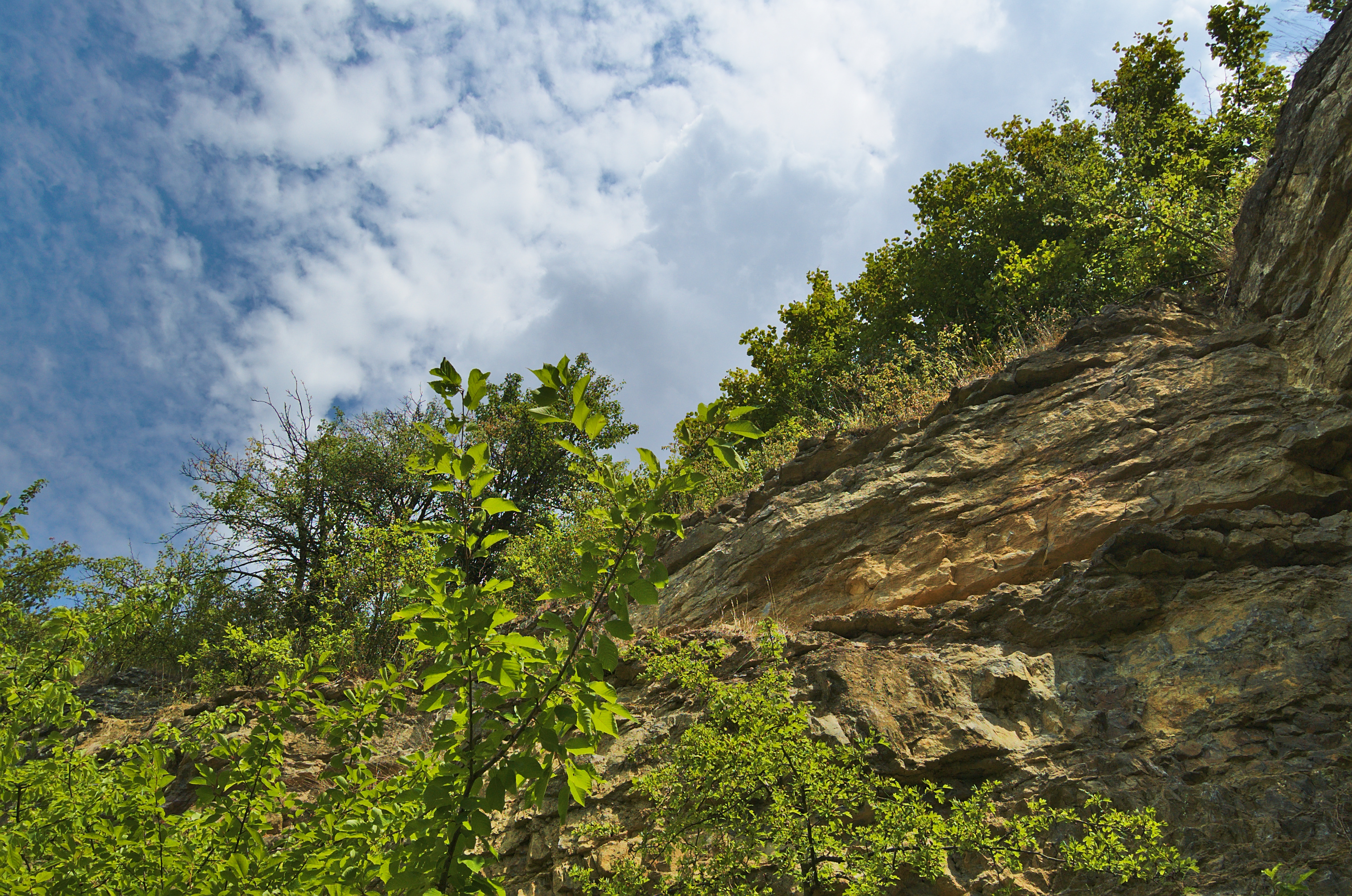
Růžičkův lom